# ريتشارد وينغر
ريتشارد وينغر (بالإنجليزية: Richard Winger)‏ هو عالم سياسة أمريكي، ولد في 27 أغسطس 1943.